# Odontostilbe
Az Odontostilbe a sugarasúszójú halak (Actinopterygii) osztályába, a pontylazacalakúak (Characiformes) rendjébe a pontylazacfélék (Characidae) családjába tartozó nem.

## Rendszerezés
A nembe az alábbi 17 faj tartozik:
- Odontostilbe dialeptura
- Odontostilbe dierythrura
- Odontostilbe ecuadorensis
- Odontostilbe euspilurus
- Odontostilbe fugitiva
- Odontostilbe littoris
- Odontostilbe microcephala
- Odontostilbe mitoptera
- Odontostilbe nareuda
- Odontostilbe pao
- Odontostilbe paraguayensis
- Odontostilbe parecis
- Odontostilbe pequira
- Odontostilbe pulchra
- Odontostilbe roloffi
- Odontostilbe splendida
- Odontostilbe stenodon